# Cal Ferrer (Biscarri)
Cal Ferrer és una masia del terme municipal d'Isona i Conca Dellà situada en el poble de Biscarri, de l'antic terme de Benavent de Tremp. És una de les cases més properes al que es considera nucli actual del poble.
Està situada a ponent de l'església parroquial actual de Biscarri, i a ran de la carretera C-1412b, al nord-est del Cafè de Biscarri.